# Chromatine-immunoprecipitatie
Chromatine-immunoprecipitatie (ChIP) is een methode uit de moleculaire biologie om interacties van eiwitten met kernmateriaal (DNA; chromatine) na te gaan. Zo kunnen (DNA-bindende) transcriptiefactoren opgespoord worden. 

## Protocol
- Permanent vasthechten van de eiwitten (transcriptiefactoren) door een zachte fixatie met formaldehyde
- DNA-extractie uit de cel
- In stukjes knippen van DNA-strengen door middel van sonicatie
- Verwijderen van aspecifieke bindingen met behulp van proteine A agarose parels
- Specifieke antilichaam-binding
- Precipitatie van deze DNA-eiwit-antilichaam-complexen met proteine A agarose parels
- Afgieten supernatant (met DNA dat niet aan het geselecteerde eiwit bindt)
- Wassen van de parels
- elutie van het DNA
- Scheiding van DNA en gebonden eiwit
- Zo bekomt men een verzameling (korte) DNA-fragmenten waarvan men weet dat ze interageren met de transcriptiefactor.

- Vervolgens kunnen deze fragmenten verder onderzocht worden 
  - met een klassieke PCR (goedkoper)
  - met een DNA-microarray (ChIP on chip) (duurder maar miljoenen sequenties tegelijkertijd)
  - met Sequencing (ook wel ChIP-seq genoemd)